# Ronnie Ash
Ronnie Ash (né le 2 juillet 1988 à Passaic) est un athlète américain spécialiste du 110 mètres haies.

## Biographie
Étudiant à l'Université d'Oklahoma, il remporte le titre NCAA du 60 m haies en salle en 2009 et 2010. En juin 2010, Ronnie Ash se classe troisième des Championnats des États-Unis de Des Moines où il améliore son record personnel avec le temps de 13 s 19. Une semaine plus tard, à Miramar, l'Américain s'adjuge le titre des Championnats de la North American, Central American and Caribbean Athletic Association (NACAC) des moins de vingt-trois ans en réalisant le temps de 12 s 98 sur 110 m haies, devançant notamment le champion du monde en titre Ryan Brathwaite. Cette performance, qui constituait la troisième meilleure marque de l'année sur la distance, n'est cependant pas homologuée en raison d'un vent trop favorable de 3,1 m/s. Engagé également dans les meetings de la Ligue de diamant 2010, Ash se classe troisième de la Prefontaine Classic de Eugene et du Meeting Areva de Paris, s'inclinant à chaque fois face à ses compatriotes David Oliver et Ryan Wilson.
Le 25 août 2015, il est disqualifié pour faux-départ dès les séries du 110 m haies des Championnats du monde à Pékin : il conteste longuement cette disqualification étant donné qu'il n'a pas quitté les starting-blocks avant le coup de feu.

## Records personnels
- 60 m haies : 7 s 55 (2010)
- 110 m haies : 12 s 99 (2014)